# Ljubotinj
Ljubotinj, jedno od pet crnogorskih plemena iz Riječke nahije čija se prva postojbina nalazila pod brdom Viranjem, odakle su se raširile u krajeve istočno i jugoistočno od njega, u povečoj kotlini omeđenoj brdima Viranj, Osmin, Svinjštik i drugima. Glavna naselja koja su ovdje osnovali su Boguti, Mužovići, Prekornica i Vignjevići. U Ljubotinje pripadaju bratstva Sarapi, Radomani s Džonovima, Vujovići, Pejakovići, Ratkovići, Drecuni, Lubarde, Prlje, Boskovici, Šabani. Posljednje bratstvo navodno dobiva ime po izvjesnom Nikoli Dragoslaviću koji je na sebe obukao odijelo ubijenog Turčina Šaban-bega, a njegovim nasljednicima ostade naziv Šabani. 
Pleme Ljubotinj bilo je snažno još u 16. i 17. stoljeću i imalo velik utejcaj na naselja na sjeveroistoku, Začir, Dubova i Smokovci koja im se prikljućiše, a i Turci su iz njihove sredine postavljali 'spahije' i smatrali ih starješinama nad Crnom Gorom.
U 17 stoljeću ratoborni Ljubotinjani zaratiše s plemenom Ceklin protiv Bjelica, protjeraše ih s riječkog područja a preotetu zemlju međusobno podijeliše. Ljubotinjani dobiju kraj do brda Kramolina i dalje prema Skadarskom jezeru, te rasele prastanovnike Donjih Sela, sela Njive, Čukovići i Poseljani. Na područje Donjih sela počeli su se naseljavati za stalno već u drugoj polovici 18. stoljeća, braneći pritom da to čine i novi suplemenici porijeklom iz spomenutih sela Začir, Dubovi i Smokovci, pa taj kraj ostade naseljen stanovništvom istoga porijekla, odnosno od starih ljubotinjskih bratstava Vujovića, Radomana, Sarapa, Lubarda i nešto Pejakovića, Ratkovića, Prlja i Drecuna. U pridruženim Donjim selima sastav stanovništva je prilično drugačiji, uz tek nešto kuća koje imaju pravi Ljubotinjani, tamo su pretežno naseljeni Kusovci, Kaluđerovići - Milaševići i Đurovići u selu Začiru; u Dubovi su Šoći i Jovetići; i u Smokovcima stanovništvo čine bratstva Ivanovići Rakčevići i Zlotvorović.U Vignjevicima postoji crkva Sveti Nikola koja je sagradjena 1835.god. za porebe stanovnika.U Vignjevicima zive bratstva Boskovici,Dapcevici,Nikolici,Crvenko,Kambani,Nikinovici i Lubarde.Od poznatijih licnosti iz Vignjevica su: Petar Lubarda slikar,Peko Dapcevic narodni heroj,Krsto Boskovic major avijacije, Jovo Nikinovic predsjednik opstine Cetinje, itd.Selo Ljubotinj je u drugom svjetskom ratu dalo 14 narodnih heroja o cemu svjedoci spomenik koji se nalazi u centru.Ljubotinj je bio i opstina, a posjedovao je jednu od prvih biblioteka u Crnoj Gori.

## Vanjske poveznice
- Pleme Ljubotinj